# Ширван (село)
Ширван (азерб. Şirvan); (ранее Зарху, Хойлу, Ширванзаде) — село в Шемахинском районе Азербайджана. С 1994 года переименован в Ширван.

## История
В период нахождения поселения в составе Российской Империи село называлось Зарху или Хойлу территориально относилось к Шамахинской губернии, после ее упразднения — к Шемахинскому уезду Бакинской губернии. По данным «Кавказского календаря» на 1856 год село Зарху населяли армяне, которые являлись последователями армянской церкви и между собой говорили по-армянски и по-«татарски» (по-азербайджански). По данным на 1870 год, село относилось к селам Шемахинского уезда населённым исключительно армянами. Еще в первой половине XX века в селе имелась армянская церковно-приходская школа